# Iossif Pawlowitsch Woizechowski
Iossif (Ossip) Pawlowitsch Woizechowski (russisch Иосиф (Осип) Павлович Войцеховский, ukrainisch Йосип Павлович Войцеховський Jossyp Pawlowytsch Wojzechowskyj; * 1793 in Zebermanowka, bei Uman; † 17. Novemberjul. / 29. November 1850greg. in Kasan) war ein ukrainisch-russischer Arzt, Sinologe und Hochschullehrer.

## Leben
Woizechowski kam in Zebermanowka, dem heutigen Iwaniwka im Westen der ukrainischen Oblast Tscherkassy, zur Welt. Er studierte an der Kiew-Mohyla-Akademie in Kiew und dann an der Medizinisch-Chirurgischen Akademie in Sankt Petersburg mit Abschluss 1819.

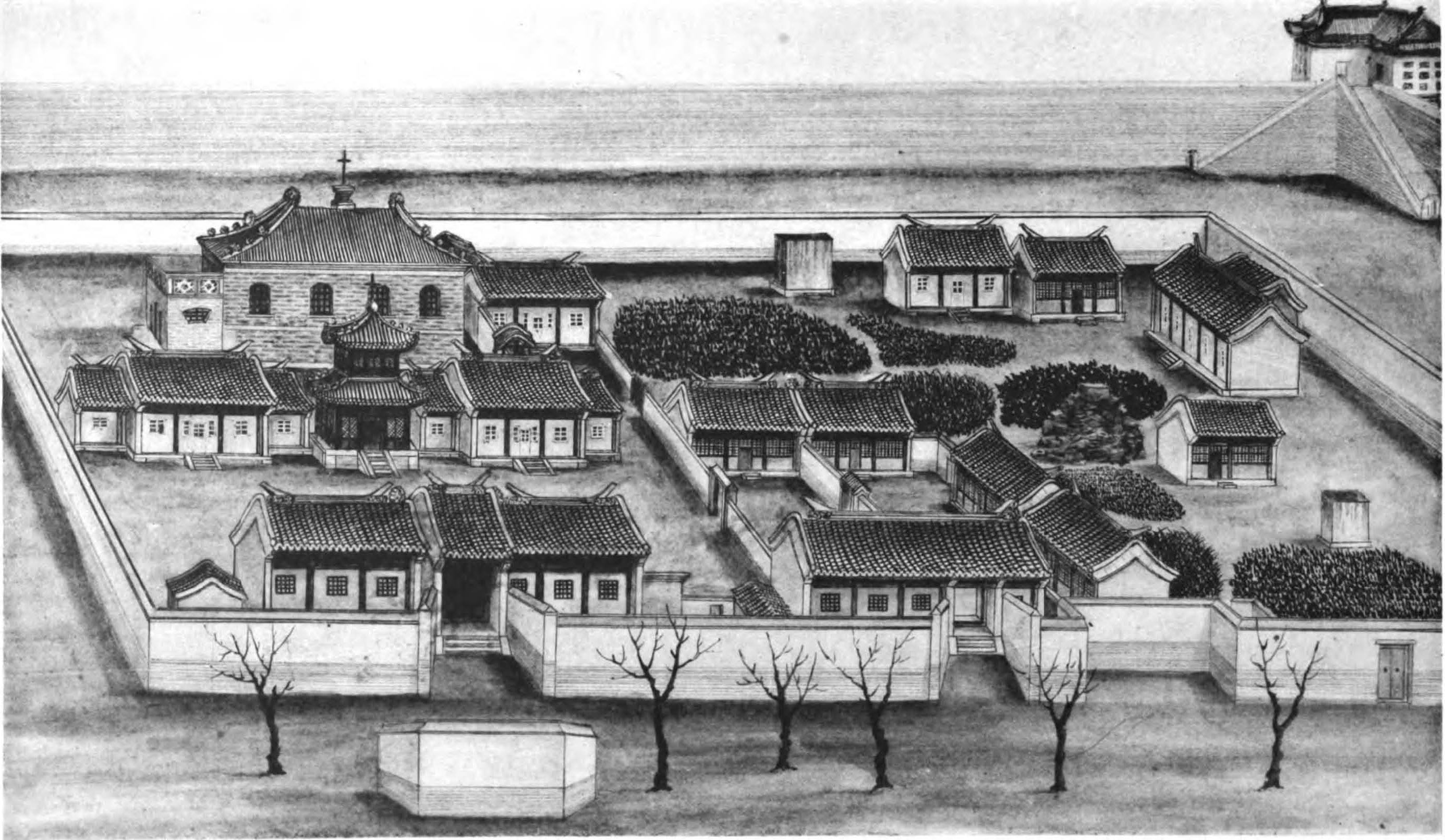
Nordhof der Russischen Geistlichen Mission in Peking

Direkt nach dem Studium wurde Woizechowski Arzt der 10. Russischen Geistlichen Mission in Peking. Nach der erfolgreichen Heilung eines Verwandten des chinesischen Kaisers wurde an Woizechowskis Haus auf dem Gelände der Mission eine Gedenktafel angebracht, deren Inschrift den Arzt mit dem von Sima Qian im Shiji beschriebenen Heiler Chang Sangjun verglich, der Lehrer Bian Ques war.
Nach seiner Rückkehr 1831 wurde Woizechowski auf den Lehrstuhl für chinesische und mandschurische Literatur der Universität Kasan berufen. Zu seinen Schülern gehörte Nikolai Iwanowitsch Sommer.